# Gare de Saint-Denis
Gare de Saint-Denis vasútállomás és RER állomás Franciaországban, Saint-Denis településen.

## Vasútvonalak
Az állomást az alábbi vasútvonalak érintik:
- Párizs-Lille-vasútvonal
- Saint-Denis–Dieppe-vasútvonal

## Kapcsolódó állomások
A vasútállomáshoz az alábbi állomások vannak a legközelebb:
- Gare d’Épinay - Villetaneuse (Gare de Luzarches, Gare de Persan - Beaumont, Gare de Pontoise, Gare de Creil, Transilien H)
- Gare du Stade de France - Saint-Denis (Gare de Melun, D RER-vonal)
- Paris Gare du Nord (Paris Gare du Nord, Transilien H)
- Gare de Pierrefitte - Stains (Gare de Creil, D RER-vonal)

## Lásd még
- Franciaország vasútállomásainak listája
- A RER állomásainak listája